# Betriebspflicht
Betriebspflicht bedeutet die Verpflichtung des Betreibers einer Infrastruktur oder des Inhabers einer Genehmigung, den genehmigten bzw. vereinbarten Betrieb tatsächlich durchzuführen.

## Allgemeines
Die Betriebspflicht ist eine gemeinwirtschaftliche Aufgabe im Verkehrswesen, betrifft jedoch auch andere Fachgebiete. Transportunternehmen sind gehalten, ihre Anlagen quantitativ und qualitativ ausreichend zu bemessen (siehe Belegungsgrad) und weiter zu betreiben.

## Eisenbahn
Nach dem deutschen Allgemeinen Eisenbahngesetz (AEG) entsteht die Betriebspflicht mit der Genehmigung nach § 6 AEG. Sie ergibt sich aus § 4 AEG, in dem die Anforderungen an einen sicheren Betrieb festgelegt sind und aus § 14 AEG, nach dem das Eisenbahn-Infrastrukturunternehmen allen Eisenbahn-Verkehrsunternehmen die diskriminierungsfreie Benutzung seiner Infrastruktur (Strecken, Bahnhöfe, Gleise, Stromversorgung) gewähren muss. Die Befreiung von der Betriebspflicht erfolgt durch ein Stilllegungsverfahren nach § 11 AEG.

## Personenverkehr
Mit Erteilung der Genehmigung für einen öffentlichen Personennahverkehr ist auch die Pflicht zur Betriebsführung verbunden. Ein einmal genehmigter Verkehr ist also während der Gültigkeitsdauer der Genehmigung durchzuführen. Die Betriebspflicht ist in Deutschland in § 21 Personenbeförderungsgesetz geregelt. Sie bezieht sich auf die Durchführung des genehmigten Verkehrs.

## Luftfahrt
Die Betriebspflicht bei Flughäfen und Verkehrslandeplätzen nach § 45 LuftVZO schreibt vor, den Flughafen in betriebssicherem Zustand zu halten und ordnungsgemäß zu betreiben. Ebenfalls sind die Öffnungszeiten, in denen der Flugplatz geöffnet ist, also an- und abfliegenden Flugzeugen zur Verfügung steht, von der Betriebspflicht umfasst.
Für Sonderlandeplätze und Segelfluggelände besteht keine Betriebspflicht. Deren Öffnungszeiten werden durch den Flugplatzbetreiber festgesetzt, häufig gilt die PPR-Regelung.

## Beförderungspflicht
Bei zahlreichen öffentlichen Verkehrsmitteln besteht eine Beförderungspflicht, so etwa im öffentlichen Eisenbahnpersonenverkehr (§ 10 AEG) und im öffentlichen Straßenpersonenverkehr (§ 22 PBefG). Die Beförderungspflicht für Taxiunternehmer gilt lediglich im Pflichtfahrbereich (§§ 47 Abs. 2, § 51 Abs. 2 PBefG), sie können gemäß § 13 BOKraft die Beförderung ablehnen, wenn Tatsachen vorliegen, die die Annahme rechtfertigen, dass die zu befördernde Person eine Gefahr für die Sicherheit und Ordnung des Betriebs oder für die Fahrgäste darstellt. Im Fluglinienverkehr besteht außer der Unzumutbarkeit eine generelle Beförderungspflicht gemäß § 21 Abs. 2 LuftVG. Nur in der Schifffahrt besteht auch im Linienverkehr keine Beförderungspflicht.
Diese Beförderungspflicht ist ein Kontrahierungszwang, weil sie die betroffenen Unternehmen gesetzlich zwingt, Fahrgäste zu befördern, wenn letztere es wünschen.

## Gewerbemietrecht
Die Betriebspflicht bezeichnet im Gewerbemietrecht die Verpflichtung des Gewerbemieters aufgrund vertraglicher Vereinbarungen, die von ihm angemieteten Räume eines Einkaufs- oder Dienstleistungszentrums während festgelegter Zeiten für die Kundschaft geöffnet zu halten. Dies geschieht unter dem Aspekt, die Attraktivität dieser Facility zum Nutzen aller Beteiligten zu gewährleisten.